# Ruizanthus
Ruizanthus là một chi rêu trong họ Balantiopsaceae.